# Everlast (box)
Everlast este marca unui fabricant de echipament sportiv destinat boxului, cu sediul în New York. Compania a fost fondată de către Jack Golomb în 1910, apoi a fost preluată de către fiul său Dan Golomb. În prezent este condusă de Seth Horowitz.
Everlast produce mari cantități de mănuși de box și alte tipuri de echipament sportiv, cum ar fi saci de box, mingi medicinale, etc.  De asemenea, produce diverse articole sportive pentru bărbați și femei, suplimente nutritive și încălțăminte pentru sport.
Produsele Everlast sunt renumite pentru calitatea și durabilitatea lor și sunt frecvent întâlnite atât în competițiile de box amator și profesionist, cât și în sălile de antrenament.
Everlast concurează pe piață cu alte firme de top, cum ar fi BenLee, Cleto Reyes, Lonsdale, Twins, Fairtex, Throwdown, Tuf-Wear, Grant, Winning, Franklin Boxing, Title Boxing și Ringside.
Everlast a furnizat echipament sportiv pentru emisiunea TV "The Contender" ("În ring cu Rocky"), avându-i ca protagoniști pe Sylvester Stallone și Sugar Ray Leonard.
În 2006, Everlast a lansat un parfum numit "Original 1910".